# Hart Bochner
Hart Matthew Bochner (Toronto, Ontário, 3 de Outubro de 1956) é um ator, cineasta, roteirista e produtor canadense. Ele ficou conhecido por interpretar Harry Ellis no seu grande sucesso: Die Hard (1988).

## Carreira
Ele começou a sua carreira como ator desde 1977.
Em 1977, Hart Bochner estreou-se como ator no filme A Ilha do Adeus (Islands in the Stream) (1977), com George C. Scott.
Em 1984, Hart Bochner interpretou Ethan no filme Super Mulher (Supergirl) (1984), com Helen Slater no papel da bela super heroína Supergirl.
Em 1988, no seu grande sucesso, Hart Bochner interpretou Harry Ellis no filme Assalto ao Arranha-Céus (Die Hard) (1988), com Bruce Willis no papel do polícia herói John McClane.
Em 1993, Hart Bochner deu voz ao Arthur Reeves no filme de animação da Warner Bros. Batman: A Máscara do Fantasma (Batman: Mask of the Phantasm) (1993), com as vozes de Kevin Conroy como Bruce Wayne/Batman e Mark Hamill como Joker.
Em 1996, Hart Bochner dirigiu o filme da comédia Mentes Pirosas (High School High) (1996), com Jon Lovitz no papel do professor Richard Clark.